# Integrált vasúttársaság
Az integrált vasúttársaság olyan vasúti szolgáltatásokat nyújtó vállalkozás, amely pályavasúti szolgáltatások kínálata mellett vasúti áruszállítást vagy személyszállítást is végez. Magyarországon integrált vasúttársaságként működik a MÁV csoport, a Győr-Sopron-Ebenfurti Vasút és a kisvasutak is.